# Eclissi solare dell'11 maggio 2078
L'Eclissi solare dell'11 maggio 2078 , di tipo totale, è un evento astronomico che avrà luogo il suddetto giorno con centralità attorno alle ore 17:56 UTC.
L'eclissi avrà un'ampiezza massima di 232 chilometri e una durata di 5 minuti e 40 secondi, sarà visibile ampiamente sul mare e può essere vista in sequenza in questi 10 paesi: Messico, Texas, Louisiana, Mississippi, Alabama, Florida, Georgia, South Carolina, North Carolina e Virginia.
Il punto di massima totalità sarà in mare vicino a Houston, in Texas e durerà 5 minuti e 40.4 secondi.

## Eclissi correlate

### Eclissi solari 2076 - 2079
Questa eclissi è un membro di una serie semestrale. Un'eclissi in una serie semestrale di eclissi solari si ripete approssimativamente ogni 177 giorni e 4 ore (un semestre) in nodi alternati dell'orbita della Luna.

### Ciclo di Saros 139
L'evento fa parte della serie di Saros 139, che si ripete ogni 18 anni, 11 giorni, 8 ore, comprendente 71 eventi. La serie è iniziata con l'eclissi solare parziale il 17 maggio 1501. Contiene eclissi ibride dall'11 agosto 1627 al 9 dicembre 1825 ed eclissi totali dal 21 dicembre 1843 al 26 marzo 2601. La serie termina al membro 71 con un parziale eclissi il 3 luglio 2763. Tutte le eclissi di questa serie si verificano nel nodo ascendente della Luna. 